# Джонсвілл (Каліфорнія)
Джонсвілл (англ. Johnsville) — переписна місцевість (CDP) в США, в окрузі Плумас штату Каліфорнія. Населення — 22 особи (2020).

## Географія
Джонсвілл розташований за координатами 39°46′11″ пн. ш. 120°41′59″ зх. д. / 39.76972° пн. ш. 120.69972° зх. д. (39.769710, -120.699783).  За даними Бюро перепису населення США в 2010 році переписна місцевість мала площу 35,76 км², з яких 35,63 км² — суходіл та 0,13 км² — водойми.

## Демографія
Згідно з переписом 2010 року, у переписній місцевості мешкало 20 осіб у 11 домогосподарстві у складі 8 родин. Густота населення становила 1 особа/км².  Було 103 помешкання (3/км²).
Расовий склад населення:
| - 100,0 % — білих |

До двох чи більше рас належало 0,0 %. Частка іспаномовних становила 0,0 % від усіх жителів.
За віковим діапазоном населення розподілялося таким чином: 0,0 % — особи молодші 18 років, 75,0 % — особи у віці 18—64 років, 25,0 % — особи у віці 65 років та старші. Медіана віку мешканця становила 57,5 року. На 100 осіб жіночої статі у переписній місцевості припадало 122,2 чоловіків;  на 100 жінок у віці від 18 років та старших — 122,2 чоловіків також старших 18 років.
Цивільне працевлаштоване населення становило 29 осіб. Основні галузі зайнятості: науковці, спеціалісти, менеджери — 100,0 %.